# Paracetamol
Paracetamol, còn được gọi là acetaminophen, là một loại thuốc có tác dụng hạ sốt và giảm đau, tuy nhiên không như aspirin, thuốc không hoặc ít có tác dụng chống viêm. Bằng chứng về khả năng hạ sốt trên đối tượng là trẻ em của thuốc này vẫn còn yếu, chưa rõ ràng.
So với các thuốc NSAID, paracetamol có rất ít tác dụng phụ với liều điều trị nên được cung cấp không cần kê đơn ở hầu hết các nước. Và thường được bán cùng với các thành phần khác trong các đơn thuốc trị cảm lạnh. Paracetamol được dùng kết hợp với các thuốc giảm đau gốc thuốc phiện để làm giảm các cơn đau nặng hơn như đau do ung thư và đau hậu phẫu thuật.
Paracetamol được hấp thu bằng đường miệng hoặc hậu môn và cũng có thể tiêm tĩnh mạch. Tác dụng của thuốc trong vòng 2 đến 4 giờ sau khi dùng.
Trên thực tế, khi sử dụng theo hướng dẫn, paracetamol an toàn và có hiệu quả ngắn hạn. Tác dụng phụ ngắn hạn hiếm gặp và tương tự như ibuprofen, nhưng thường thì paracetamol an toàn hơn NSAID khi sử dụng dài hạn. Paracetamol thường được sử dụng trong các trường hợp bệnh nhân không dung nạp được NSAID như ibuprofen. Tuy nhiên, sử dụng paracetamol trong thời gian dài có thể gây giảm nồng độ hemoglobin, cho thấy có thể xảy ra chảy máu đường tiêu hóa và các xét nghiệm chức năng gan bất thường. Một số nghiên cứu dịch tễ học đã liên kết paracetamol với các bệnh tim mạch, thận và đường tiêu hóa, nhưng chủ yếu là do sai lệch trong cách đánh giá và không quan trọng với việc sử dụng paracetamol trong thời gian ngắn. Paracetamol có thể gây tăng huyết áp  ở bệnh nhân cao huyết áp khi sử dụng liều 4 gram mỗi ngày. Một tần suất tăng cao của bệnh hen suyễn và các rối loạn phát triển và sinh sản đã được quan sát ở con cháu của phụ nữ sử dụng paracetamol trong thời gian dài trong thai kỳ, tuy nhiên, việc paracetamol có phải là nguyên nhân thực sự của sự tăng này vẫn chưa được xác định rõ ràng. Một số nghiên cứu cho thấy có bằng chứng cho sự liên quan giữa việc sử dụng paracetamol trong thai kỳ và rối loạn tự kỷ và rối loạn tăng động giảm chú ý, tuy nhiên, cần thêm nghiên cứu để xác định bất kỳ liên kết gây ra nào. Do đó, có một số yêu cầu hạn chế sử dụng paracetamol trong thai kỳ đến liều tối thiểu hiệu quả trong thời gian ngắn nhất có thể.
Liều tối đa khuyến nghị cho người lớn mỗi ngày là ba đến bốn gram.Sử dụng liều cao hơn có thể gây độc tính, bao gồm suy gan. Ngộ độc paracetamol là nguyên nhân chính gây suy gan cấp tính ở phương Tây và chiếm phần lớn các trường hợp quá liều thuốc ở Hoa Kỳ, Vương quốc Anh, Úc và New Zealand.
Paracetamol được tạo ra lần đầu vào năm 1877 hoặc có thể là năm 1852.Đây là loại thuốc phổ biến nhất được sử dụng để giảm đau và hạ sốt ở cả Hoa Kỳ và châu Âu. Nó được liệt kê trong danh sách Thuốc thiết yếu của Tổ chức Y tế Thế giới và có sẵn dưới dạng thuốc gốc và được bán dưới nhiều thương hiệu khác nhau như Tylenol và Panadol. Vào năm 2020, Paracetamol là loại thuốc được kê đơn phổ biến thứ 118 tại Hoa Kỳ với hơn 5 triệu đơn thuốc được sử dụng.

## Tên gọi
Tên gọi acetaminophen và paracetamol được lấy từ tên của hợp chất hóa học: para-acetylaminophenol và para-acetylaminophenol.

## Lịch sử
Từ xa xưa, người ta đã biết sử dụng cây liễu để làm thuốc hạ sốt, mà sau này đã chiết xuất được aspirin. Thế kỷ 19, cây canh ki na và chất chiết xuất từ nó là quinin được sử dụng để hạ sốt cho bệnh nhân sốt rét.
Khi cây canh ki na dần khan hiếm vào những năm 1880, người ta bắt đầu đi tìm các thuốc thay thế. Khi đó 2 thuốc hạ sốt đã được tìm ra là acetanilide năm 1886 và phenacetin năm 1887. Năm 1878 Harmon Northrop Morse lần đầu tiên đã tổng hợp được paracetamol từ con đường giáng hóa p-nitrophenol cùng với thiếc trong acid acetic băng (acid acetic với <1% nước). Tuy nhiên, paracetamol không được dùng làm thuốc điều trị trong suốt 15 năm sau đó. Năm 1893, paracetamol được tìm thấy trong nước tiểu của người uống phenacetin, và được cô đặc thành một chất kết tinh màu trắng có vị đắng. Năm 1899, paracetamol được khám phá là một chất chuyển hóa của acetanilide. Khám phá này đã bị lãng quên vào thời gian đó.

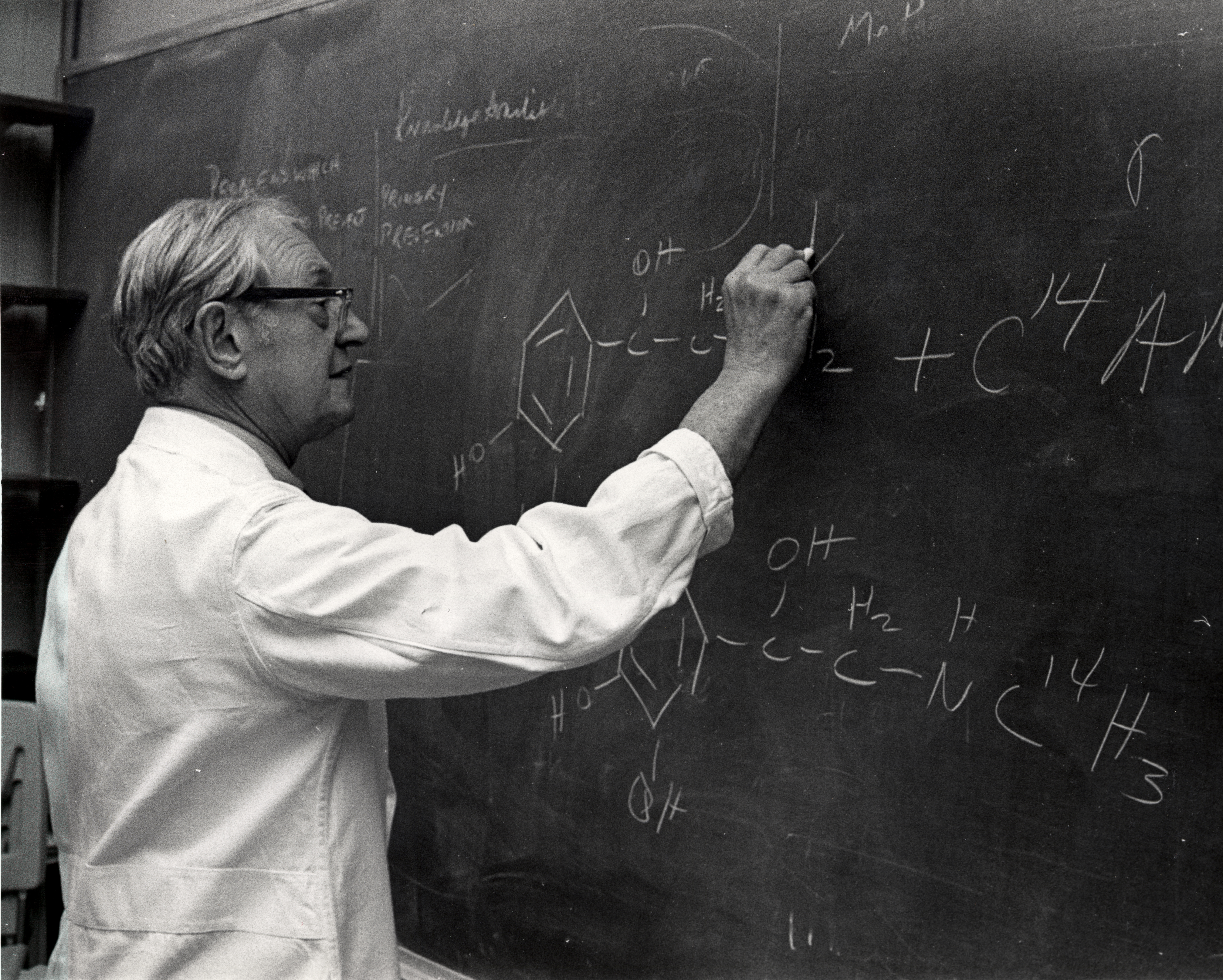
Julius Axelrod đang trình bày công thức hóa học của Paracetamol.

Năm 1946, Viện nghiên cứu về giảm đau và thuốc giảm đau (the Institute for the Study of Analgesic and Sedative Drugs) đã tài trợ cho Sở Y tế New York để nghiên cứu các vấn đề xung quanh các thuốc điều trị đau. Bernard Brodie và Julius Axelrod được chỉ định nghiên cứu tại sao các thuốc không-aspirin lại liên quan đến tình trạng gây hemoglobin cao sắt (met-hemoglobin), (tình trạng làm giảm lượng oxy được mang trong hồng cầu và có thể gây tử vong). Năm 1948, Brodie và Axelrod liên kết việc sử dụng acetanilide với met-hemoglobin và xác định được rằng, tác dụng giảm đau của acetanilide là do paracetamol - chất chuyển hóa của nó gây ra. Họ chủ trương sử dụng paracetamol trong điều trị và từ đó đã không xuất hiện các độc tính như của acetanilide nữa. Sản phẩm paracetamol lần đầu được McNeil Laboratories bán ra năm 1955 như một thuốc giảm đau hạ sốt cho trẻ em với tên Tylenol Children's Elixir. Sau này, paracetamol trở thành thuốc giảm đau hạ sốt được sử dụng rộng rãi nhất với rất nhiều tên biệt dược được lưu hành.

## Hoá học

### Cấu trúc và phản ứng
Paracetamol gồm có một vòng nhân benzen, được thế bởi một nhóm hydroxyl và nguyên tử nitơ của một nhóm amid theo kiểu para (1,4). Nhóm amid là acetamide (ethanamide). Đó là một hệ thống liên kết đôi rộng rãi, như cặp đôi đơn độc trong hydroxyl oxy, đám mây pi benzen, cặp đôi đơn độc ni-tơ, quỹ đạo p trong carbonyl carbon, và cặp đôi đơn độc trong carbonyl oxygen; tất cả đều được nối đôi. Sự có mặt của hai nhóm hoạt tính cũng làm cho vòng benzene phản ứng lại với các chất thay thế thơm có ái lực điện. Khi các nhóm thay thế là đoạn mạch thẳng ortho và para đối với mỗi cái khác, tất cả các vị trí trong vòng đều ít nhiều được hoạt hóa như nhau. Sự liên kết cũng làm giảm đáng kể tính base của oxy và ni-tơ, khi tạo ra các hydroxyl có tính acid.

### Tổng hợp
Từ nguyên liệu ban đầu là phenol, paracetamol có thể được tạo ra theo cách sau đây:

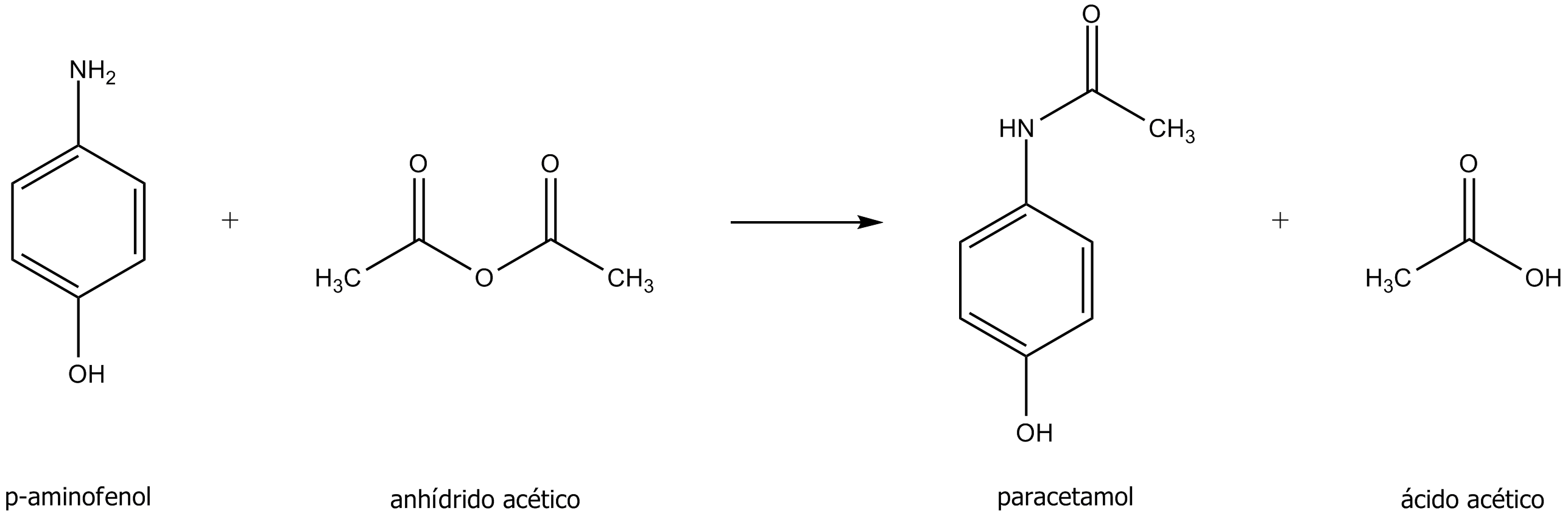
Tổng hợp paracetamol

1. Phenol được nitrat hóa bởi acid sulfuric và natri nitrat (phenol là chất có hoạt tính cao, sự nitrat hóa của nó chỉ đòi hỏi điều kiện thông thường trong khi hỗn hợp hơi acid sulfuric và acid nitric cần có nitrate benzene).
2. Chất đồng phân para được tách từ chất đồng phân ortho bằng thủy phân (sẽ có một ít meta, như OH là mạch thẳng o-p).
3. Chất 4-nitrophenol được biến đổi thành 4-aminophenol sử dụng một chất khử như kẽm kết hợp với amoni chloride, sau đó đựoc xử lý bằng acid sulfuric loãng.
4. 4-aminophenol phản ứng với acetic anhydride để cho paracetamol.

## Dược lý

### Dược động học
Hấp thu nhanh qua ống tiêu hóa, sinh khả dụng là 80-90%, hầu như không gắn vào protein huyết tương. Chuyển hóa lớn ở gan và một phần nhỏ ở thận, cho các dẫn xuất glucuro và sulfo-hợp, thải trừ qua thận.

### Đặc điểm tác dụng
Cũng như các thuốc chống viêm non-steroid khác, paracetamol có tác dụng
giảm đau và hạ sốt mạnh, tuy nhiên lại không có tác dụng chống viêm và thải trừ acid uric, không kích ứng tiêu hóa, không ức chế ngưng tập tiểu cầu và đông máu. Vì vậy, thường chỉ được sử dụng để hạ sốt, giảm đau thông thường như nhức đầu, đau cơ, đau răng.

### Cơ chế tác dụng
Cơ chế tác dụng của paracetamol đang còn được tranh cãi, do thực tế là nó cũng có tác dụng ức chế men cyclooxygenase (COX) làm giảm tổng hợp prostaglandin giống như aspirin, tuy nhiên paracetamol lại không có tác dụng chống viêm. Các nghiên cứu tập trung khám phá cách thức ức chế COX của paracetamol đã chỉ ra hai con đường:
Các men COX chịu trách nhiệm chuyển hóa arachidonic acid thành prostaglandinH2, là chất không bền vững và có thể bị chuyển hóa thành nhiều loại chất trung gian viêm khác. Các thuốc chống viêm kinh điển như NSAIDs tác động ở khâu này. Hoạt tính của COX dựa vào sự tồn tại của nó dưới dạng oxy hóa đặc trưng, tyrosine 385 sẽ bị oxy hóa thành một gốc. Người ta đã chỉ ra rằng, paracetamol làm giảm dạng oxy hóa của men này từ đó ngăn chặn nó chuyển hóa các chất trung gian viêm.
Nghiên cứu sâu hơn cho thấy, paracetamol còn điều chỉnh hệ cannabinoid nội sinh. Paracetamol bị chuyển hóa thành AM404, một chất có các hoạt tính riêng biệt; quan trọng nhất là nó ức chế sự hấp thu của cannabinoid nội sinh bởi các neuron. Sự hấp thu này gây hoạt hóa các thụ thể đau tổn thương của cơ thể. Hơn nữa, AM404 còn ức chế kênh natri giống như các thuốc tê lidocaine và procaine.
Một giả thiết rất đáng chú ý nhưng hiện nay đã bị loại bỏ cho rằng paracetamol ức chế men COX-3. Men này khi thí nghiệm trên chó đã cho hiệu lực giống như các men COX khác, đó là làm tăng tổng hợp các chất trung gian viêm và bị ức chế bởi paracetamol. Tuy nhiên trên người và chuột, thì men COX-3 lại không có hoạt tính viêm và không bị tác động bởi paracetamol.

### Chuyển hóa

Các phản ứng trong chuyển hóa paracetamol.

Paracetamol trước tiên được chuyển hóa tại gan, nơi các sản phẩm chuyển hóa chính của nó gồm các tổ hợp sulfat và glucuronide không hoạt động rồi được bài tiết bởi thận. Chỉ một lượng nhỏ nhưng rất quan trọng được chuyển hóa qua con đường hệ enzyme cytochrome P450 ở gan (các CYP2E1 và isoenzymes CYP1A2) và có liên quan đến các tác dụng độc tính của paracetamol do các sản phẩm alkyl hóa rất nhỏ (N-acetyl-p-benzo-quinone imine, viết tắt là NAPQI). Có nhiều hiện tượng đa dạng trong gien P450, và đa hình thái gien trong CYP2D6 đã được nghiên cứu rộng rãi. Nhóm này có thể được chia thành chuyển hóa "rộng rãi," "cực nhanh," và "chuyển hóa kém" dựa vào sự biểu lộ của CYP2D6. CYP2D6 cũng có thể góp phần trong sự hình thành NAPQI, dù tác động kém hơn các P450 isozymes khác, và hoạt tính của nó có thể tham gia độc tính của paracetamol trong dạng chuyển hóa rộng rãi và cực nhanh và khi paracetamol được dùng với liều rất lớn.

Cấu trúc của N-Acetyl-p-benzochinonimin (NAPQI)

Sự chuyển hóa của paracetamol là ví dụ điển hình của sự ngộ độc, bởi vì chất chuyển hóa NAPQI chịu trách nhiệm trước tiên về độc tính hơn là bản thân paracetamol.
Ở liều thông thường chất cuyển hóa độc tính NAPQI nhanh chóng bị khử độc bằng cách liên kết bền vững với các nhóm sulfhydryl của glutathione hay sự kiểm soát của một hợp chất sulfhydryl như N-acetylcysteine, để tạo ra các tổ hợp không độc và thải trừ qua thận. Hơn nữa, methionine đã được nhắc đến trong một số trường hợp, mặc dù các nghiên cứu gần đây đã chỉ ra rằng N-acetylcysteine là thuốc giải độc quá liều paracetamol hiệu quả hơn.

### Tương tác
- Uống paracetamol liều cao dài ngày có thể làm tăng nhẹ tác dụng chống đông của coumarin và dẫn chất indandion.
- Cần phải chú ý đến khả năng gây hạ sốt nghiêm trọng ở người bệnh dùng đồng thời phenothiazin và liệu pháp hạ nhiệt.
- Các thuốc chống giật (như phenytoin, barbiturat, carbamazepin...) gây cảm ứng enzyme ở microsom thể gan, có thể làm tăng tính độc hại gan của paracetamol do tăng chuyển hoá thuốc thành những chất độc hại với gan. Ngoài ra, dùng đồng thời isoniazid với paracetamol cũng có thể dẫn đến tăng nguy cơ độc tính với gan, nhưng chưa xác định được cơ chế chính xác của tương tác này. Nguy cơ paracetamol gây độc tính gan gia tăng đáng kể ở người bệnh uống liều paracetamol lớn hơn liều khuyên dùng trong khi đang dùng thuốc chống co giật hoặc isoniazid. Thường không cần giảm liều người bệnh dùng đồng thời liều điều trị paracetamol và thuốc chống co giật, tuy vậy người bệnh phải hạn chế tự dùng paracetamol khi đang dùng thuốc chống co giật hoặc isoniazid.

### Tác dụng phụ
- Ở liều thông thường, paracetamol không gây kích ứng niêm mạc dạ dày, không ảnh hưởng đông máu như các NSAIDs, không ảnh hưởng chức năng thận. Tuy nhiên, một số nghiên cứu cho biết dùng paracetamol liều cao (trên 2000 mg/ngày) có thể làm tăng nguy cơ biến chứng dạ dày.[63]
- Đôi khi xảy ra ban da và những phản ứng dị ứng khác. Thường là ban đỏ hoặc ban mày đay, nặng hơn có thể kèm theo sốt do thuốc và thương tổn niêm mạc. Người bệnh mẫn cảm với salicylat hiếm khi mẫn cảm với paracetamol và những thuốc có liên quan.
- Ở một số ít trường hợp riêng lẻ, paracetamol đã gây giảm bạch cầu trung tính, giảm tiểu cầu và giảm toàn thể huyết cầu.
- Sử dụng paracetamol (acetaminophen) trong năm đầu tiên của cuộc sống và sau đó trong thời kỳ thơ ấu có thể tăng nguy cơ bị hen, viêm mũi kết mạc mắt và eczema vào lúc 6 đến 7 tuổi, theo các kết quả của giai đoạn 3 của Chương trình nghiên cứu quốc tế về Hen và các Bệnh dị ứng ở trẻ em.[64]

### Tác dụng trên động vật
Paracetamol là chất độc tính cao đối với mèo, không cho chúng uống thuốc trong bất cứ hoàn cảnh nào. Nguyên nhân do mèo không có các enzyme glucuronyl transferase để phân hủy paracetamol. Triệu chứng đầu tiên là nôn, sùi bọt mép, đổi màu lưỡi và lợi. Trong vòng 2 ngày, tổn thương gan sẽ rõ ràng, với biểu hiện là vàng da. Không giống như qua liều ở người, tổn thương gan hiếm khi là nguyên nhân gây chết, thay vào đó là do tình trạng methaemoglobin làm hồng cầu không vận chuyển được oxy và gây ngạt.
Ở chó, paracetamol được ghi nhận là thuốc chống viêm rất hữu ích, gây ra tác động loét dạ dày thấp hơn các NSAIDs. Nó được dùng trong các tài liệu thú y. Một sản phẩm paracetamol-codeine (tên thương mại là Pardale-V) được cấp phép để dùng cho chó trong các đơn thuốc thú y ở Anh.
Bất cứ sự nghi ngờ về khả năng mèo ăn vào hoặc chó uống quá liều paracetamol đều phải đi gặp bác sĩ thú y ngay để điều trị giải độc. Các tác động độc tính có thể gồm tổn thương gan, thiếu máu huyết tán, tổn thương oxy hồng cầu và xu hướng chảy máu. Điều trị quá liều paracetamol do bác sĩ thú y có thể dùng acetylcysteine (tên thương mại Mucomyst), methionine, hoặc S-adenosyl-L-methionine (SAMe) làm chậm tổn thương gan; và cimetidine (tên thương mại Tagamet) để bảo vệ niêm mạc dạ dày.
Paracetamol còn gây chết ở rắn, và dùng để kiểm soát loài rắn cây nâu (Boiga irregularis) ở Guam.

## Độc tính
Với liều điều trị hầu như không có tác dụng phụ, không gây tổn thương đường tiêu hóa, không gây mất thăng bằng kiềm toan, không gây rối loạn đông máu. Tuy nhiên, khi dùng liều cao (>4g/ngày) sau thời gian tiềm tàng 24 giờ, xuất hiện hoại tử tế bào gan có thể tiến triển đến chết sau 5-6 ngày.

### Biểu hiện
- Buồn nôn, nôn và đau bụng thường xảy ra trong vòng 2 - 3 giờ sau khi uống liều độc của thuốc.
- Met-hemoglobin máu, dẫn đến chứng xanh tím da, niêm mạc và móng tay là một dấu hiệu đặc trưng nhiễm độc cấp tính dẫn chất p - aminophenol, một lượng nhỏ sulfhemoglobin cũng có thể được sản sinh. Trẻ em có khuynh hướng tạo met-hemoglobin dễ hơn người lớn sau khi uống paracetamol.
- Khi bị ngộ độc nặng, ban đầu có thể vật vã, kích thích mê sảng. Sau đó có thể là ức chế hệ thần kinh trung ương, sững sờ, hạ thân nhiệt, mệt lả, thở nhanh, nông, mạch nhanh, yếu, không đều, huyết áp tụt và suy tuần hoàn.
  - Truỵ mạch do giảm oxy huyết tương đối và do tác dụng ức chế trung tâm, tác dụng này chỉ xảy ra với liều rất lớn.
  - Sốc có thể xảy ra nếu giãn mạch nhiều. Cơn co giật ngẹt thở gây tử vong có thể xảy ra.
  - Thường hôn mê xảy ra trước khi chết đột ngột hoặc sau vài ngày hôn mê.

### Nguyên nhân
Do paracetamol bị oxy hóa ở gan cho N-acetyl parabenzoquinonimin. Bình thường, chuyển hóa này bị khử độc ngay bằng liên hợp các glutathion của gan. Nhưng khi dùng liều cao, N-acetyl parabenzo quinonimin quá thừa(glutathion của gan sẽ không còn đủ để trung hoà nữa) sẽ gắn vào protein của tế bào gan và gây hoại tử tế bào.

### Điều trị
- Cần rửa dạ dày trong mọi trường hợp, tốt nhất trong vòng 4 giờ sau khi uống.
- Liệu pháp giải độc chính là dùng những hợp chất sulfhydryl, có lẽ tác động một phần do bổ sung dự trữ glutathion ở gan. N - acetylcystein (NAC) là tiền chất của glutathion có tác dụng khi uống hoặc tiêm tĩnh mạch. Phải cho thuốc ngay lập tức nếu chưa đến 36 giờ kể từ khi uống paracetamol, nếu sau 36 giờ gan đã bị tổn thương thì kết quả điều trị sẽ kém.
- Ngoài ra có thể dùng than hoạt hoặc thuốc tẩy muối, hoặc nước chè đặc để làm giảm hấp thu paracetamol.

### Acetylcysteine
Acetylcystein (N - acetylcystein) là dẫn chất N - acetyl của L - cystein, một amino - acid tự nhiên. Acetylcystein được dùng làm thuốc giải độc khi quá liều paracetamol và tiêu chất nhầy. Thuốc làm giảm độ quánh của đờm ở phổi có mủ hoặc không bằng cách tách đôi cầu nối disulfua trong mucoprotein và tạo thuận lợi để tống đờm ra ngoài bằng ho, dẫn lưu tư thế hoặc bằng phương pháp cơ học. 
Acetylcystein cũng được dùng tại chỗ để điều trị không có nước mắt.
Acetylcystein dùng để bảo vệ chống gây độc cho gan do quá liều paracetamol, bằng cách duy trì hoặc khôi phục nồng độ glutathion của gan là chất cần thiết để làm bất hoạt chất chuyển hóa trung gian của paracetamol gây độc cho gan. Trong quá liều paracetamol, một lượng lớn chất chuyển hóa này được tạo ra vì đường chuyển hóa chính (liên hợp glucuronid và sulfat) trở thành bão hòa. Acetylcystein chuyển hóa thành cystein kích thích gan tổng hợp glutathion và do đó, acetylcystein có thể bảo vệ được gan nếu bắt đầu điều trị trong vòng 12 giờ sau quá liều paracetamol. Bắt đầu điều trị càng sớm càng tốt.
Khi dùng Acetylcystein làm thuốc giải độc quá liều paracetamol có thể sử dụng đường tiêm truyền tĩnh mạch hoặc đường uống: 
- Liều tiêm truyền tĩnh mạch: Liều đầu tiên 150 mg /kg thể trọng, dưới dạng dung dịch 20% trong 200 ml glucose 5%, tiêm tĩnh mạch trong 15 phút, tiếp theo, truyền nhỏ giọt tĩnh mạch 50 mg/kg trong 500 ml glucose 5%, trong 4 giờ tiếp theo và sau đó 100 mg/kg trong 1 lít glucose 5% truyền trong 16 giờ tiếp theo. Đối với trẻ em thể tích dịch truyền tĩnh mạch phải thay đổi.
- Liều uống: Liều đầu tiên 140 mg/kg, dùng dung dịch 5%; tiếp theo cách 4 giờ uống 1 lần, liều 70 mg/kg thể trọng và uống tổng cộng thêm 17 lần..[74]

Acetylcystein được thông báo là rất hiệu quả khi dùng trong vòng 8 giờ sau khi bị quá liều paracetamol, hiệu quả bảo vệ giảm đi sau thời gian đó. Nếu bắt đầu điều trị chậm hơn 15 giờ thì không hiệu quả, nhưng các công trình nghiên cứu gần đây cho rằng vẫn còn có ích..
Một số chế phẩm tại Việt Nam là:ACC 200; Acehasan 100; Acetylcystein 200 mg; Acinmuxi 200 mg; Exomuc 200 mg; Mucomyst 200 mg

## Chế phẩm

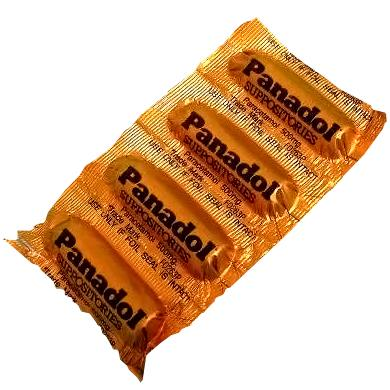
500 mg Thuốc đạn Panadol

Panadol, tên thương mại ở châu Âu, châu Phi, châu Á, Trung Mỹ, và Úc, là tên biệt dược rộng rãi nhất được bán ở trên 80 quốc gia, trong đó có Việt Nam. Ở Bắc Mỹ, paracetamol được bán với các tên biệt dược, như Tylenol (McNeil-PPC, Inc), Anacin-3, Tempra, và Datril. Tuy nhiên những tên này ít được dùng ở Anh Quốc và Việt Nam. 
---
Trong một số chế phẩm, paracetamol được phối hợp với opioid codeine. Ở Mỹ và Canada, có tên thương mại là Tylenol #1/2/3/4, theo thứ tự bao gồm 1/8 grain, 1/4 grain, 1/2 grain, và 1 grain (đơn vị đo lường) codeine. Một đơn vị grain là 64.78971 milligrams - thường được các nhà sản xuất làm tròn theo bội số của 5 mg (do đó #3 chứa 30 mg, và #4 chứa 60 mg trong khi #1 có thể là 8 mg hoặc 10 mg tùy thuộc vào nhà sản xuất). Paracetamol còn được phối hợp với các opioids khác như dihydrocodeine, propoxyphene napsylate. Các chế phẩm phối hợp với opioid thường được chỉ định điều trị đau vừa và đau nặng.